# Grodzisko w Orłowie
Grodzisko w Orłowie – grodzisko położone w pobliżu Orłowa w powiecie wąbrzeskim, w województwie kujawsko-pomorskim. 
Grodzisko znajduje się około pół kilometra na wschód od zabudowań wsi, w pobliżu jeziora Wieczno. 
Grodzisko ma formę stożka ściętego. Jego powierzchnia u podstawy wynosi 1650 m², a płaski obszar na szczycie, znajdujące się na wysokości około 8 metrów, ma średnicę około 20 metrów. Dzięki stromym stokom gród miał dobre właściwości obronne.
Na grodzisku przeprowadzono badania archeologiczne o charakterze sondażowym. Wraz z nielicznymi znalezionymi obiektami zabytkowymi pozwalają niedokładnie datować obiekt na XIV-XV wiek.